# 女の一生 (1949年の映画)
『女の一生』（おんなのいっしょう）は、1949年に東宝と藤本プロダクションが製作し、東宝が配給した日本映画である。

## 概要
原作は戦前から『はたらく一家』（1939年）という映画化作品のある作家の徳永直の『ひとりだち』（労働文化社、1947年）。
1948年にはクランクインしていたが、4月8日の大量解雇発表に端を発する第3次東宝争議が始まり中断。争議終結後の同年11月から撮影が再開された。本作の興行収入から争議の解決金1500万円を捻出するとの経営側との約束があったとされる。

## あらすじ
活版印刷所の解版場で働く陽子。周平との結婚以来、姑との確執、仕事と家庭との両立のなかで呻吟する。さらに実家への過重な仕送りや不意の妊娠が将来への不安を増すのだった。さらに文選工への配置を受け入れ、仲間とともに立派な文選工として成長していくが……。

## キャスト
- 陽子：岸旗江
- 木村周平：沼崎勲
- 村田：志村喬
- 大貫：三島雅夫
- 源造：田中栄三
- 保雄：市川昇
- 玉子：草間晶子
- 木村たき：毛利菊枝
- 奥田：望月伸光
- 奥田の妻：浜地良子
- とり：出雲八重子
- あや子：沢村契恵子
- 君子：立花満枝
- 輝坊：木匠久美子
- 咲子：若木悦子
- 勝野：有木山太
- 千石規子
- 花沢徳衛

## エピソード
岸旗江と沼崎勲が東宝争議で痩せてしまい、再開後の撮影分の容姿と中断前の撮影分の容姿とは異なったものになったとされる。

## 関連文献
- 吉村公三郎「『女の一生』の分析」『映画季刊』第2集（1949年2月28日）所収[3]
- 岩崎昶「型を破つた様式『女の一生』--批評」『キネマ旬報』1949年3月通号53所収[4]
- 北川冬彦「ラストの誤算『女の一生』--批評」『キネマ旬報』1949年3月通号53所収[5]
- 佐多稲子「日本の生活『女の一生』--批評」『キネマ旬報』1949年3月通号53所収[6]